# Nora Dompas
Nora Staels-Dompas geboren Nora Dompas (Koersel, 24 juni 1925 - 2 april 2008) was een Belgisch senator.

## Levensloop
Als licentiaat in de politieke en sociale wetenschappen werd Nora Staels-Dompas attaché op de studiedienst van de Kristelijke Arbeidersvrouwen. In 1964 werd ze het hoofd van de studiedienst en van 1973 tot 1974 was ze algemeen secretaris van de KAV.
Via de KAV belandde zij in de CVP en voor deze partij zetelde tussen 1974 en 1991 in de Belgische Senaat: van 1974 tot 1981 en van 1985 tot 1991 als gecoöpteerd senator en van 1981 tot 1985 als provinciaal senator van de provincie Brabant. Als parlementslid hield zij zich voornamelijk bezig met vrouwenthema's, volksgezondheid en taalwetgeving. Na de verkiezingen van 1987 werd door het partijbestuur van de CVP afgesproken dat Staels-Dompas haar zetel in de Senaat in mei 1989 zou afstaan aan Simonne Creyf, maar uiteindelijk hield ze zich niet aan dat akkoord en bleef ze tot het einde van de legislatuur in 1991 in de Senaat zetelen. Als sanctie mocht Staels-Dompas niet langer deelnemen aan vergaderingen van het nationaal bestuur van de partij.
In de periode april 1974-oktober 1980 zetelde ze als gevolg van het toen bestaande dubbelmandaat ook in de Cultuurraad voor de Nederlandse Cultuurgemeenschap, die op 7 december 1971 werd geïnstalleerd. Vanaf 21 oktober 1980 tot november 1981 was ze tevens korte tijd lid van de Vlaamse Raad, de opvolger van de Cultuurraad en de voorloper van het huidige Vlaams Parlement.
Staels-Dompas zetelde ook in allerlei internationale organisaties. Zo was ze van 1980 tot 1991 lid van de Parlementaire Vergadering van de Raad van Europa en van de Assemblee van de West-Europese Unie. In de Parlementaire Vergadering van de Raad van Europa was ze van 1983 tot 1985 en voor enkele maanden in 1991 ondervoorzitter en van de Assemblee van de West-Europese Unie was ze van 1989 tot 1991 ook ondervoorzitter. Ook was ze lid van verschillende Belgische delegaties bij de Verenigde Naties en vanaf 1992 Belgisch vertegenwoordiger bij het Europees Comité ter Voorkoming van Folteringen en Onmenselijke of Onterende Straffen of Behandelingen.